# غيدقة مكدويلية
غيدقة مكدويلية (الاسم العلمي: Hydrophis macdowelli) (بالإنجليزية: McDowells seasnake)‏ هي نوع من الزواحف تتبع جنس الغيدقة من فصيلة العرابيد.